# باول بندر
باول بندر (بالألمانية: Paul Bender) هو مغني أوبرا ومغني ألماني، ولد في 28 يوليو 1875 في Driedorf ‏ في ألمانيا، وتوفي في 27 نوفمبر 1947 في ميونخ في ألمانيا.

## وصلات خارجية
- باول بندر على موقع IMDb (الإنجليزية)
- باول بندر على موقع مونزينجر (الألمانية)
- باول بندر على موقع ألو سيني (الفرنسية)
- باول بندر على موقع ميوزك برينز (الإنجليزية)
- باول بندر على موقع أول موفي (الإنجليزية)
- باول بندر على موقع كينوبويسك (الروسية)